# Sint-Stephanuskerk (Dieteren)
De Sint-Stephanuskerk is de parochiekerk van Dieteren, gelegen aan de Kerkstraat.

## Geschiedenis
Er werd voor het eerst melding gemaakt van een Sint-Willibrorduskapel te Dieteren in 1647, welke bediend werd vanuit Susteren. In 1833 werd Dieteren een zelfstandige parochie. De kapel werd in 1853 gesloopt, en er werd een waterstaatskerk gebouwd. In 1939 werd deze vervangen door de huidige kerk. Deze werd ontworpen door Alphons Boosten. Uit 1855 stamt ook de begraafplaats. Oorlogsschade, in 1944 opgelopen, werd in 1946 hersteld, en in 1956 kwam de torenspits gereed.

## Gebouw
Het betreft een bakstenen driebeukig kerkgebouw waarin traditionalistische en moderne elementen samengaan. Ronde bogen bij de ingangspartij en in het interieur zijn kenmerkend. De bij Boosten kenmerkende ronde vormen treft men aan bij de traptoren en de apsis. De eigenlijke toren, die naast de koorzijde werd gebouwd, is vlakopgaand en vierkant, en wordt gedekt door een spits in de vorm van een achtzijdig tentdak, met koperplaten bedekt. Het interieur is licht en witgepleisterd.